# Мірагайя (Лорінян)
Мірагайя (порт. Miragaia; МФА: [mi.ɾɐ.ˈgaj.ɐ]) — парафія в Португалії, у муніципалітеті Лорінян. Розташована в західній частині країни, на теренах історичної португальської провінції Ештремадура. Входить до складу округу Лісабон. За адміністративним поділом, чинним до 1976 року, терени парафії були складовою провінції Ештремадура. Належить до Лісабонського патріархату Католицької церкви. Патрон — святий Петро. Площа — 12,2208 км². Населення — 1822 ос. (2011). Слабо урбанізований регіон. Густота населення — 149,09 осіб/км²
. Код — 110802.

## Населення
| Кількість мешканців | Кількість мешканців | Кількість мешканців | Кількість мешканців | Кількість мешканців | Кількість мешканців | Кількість мешканців | Кількість мешканців | Кількість мешканців | Кількість мешканців | Кількість мешканців | Кількість мешканців | Кількість мешканців | Кількість мешканців | Кількість мешканців |
| ------------------- | ------------------- | ------------------- | ------------------- | ------------------- | ------------------- | ------------------- | ------------------- | ------------------- | ------------------- | ------------------- | ------------------- | ------------------- | ------------------- | ------------------- |
| 1864                | 1878                | 1890                | 1900                | 1911                | 1920                | 1930                | 1940                | 1950                | 1960                | 1970                | 1981                | 1991                | 2001                | 2011                |
| 980                 | 1 493               | 1 804               | 1 983               | 2 264               | 2 540               | 2 853               | 3 122               | 3 509               | 3 542               | 3 266               | 3 441               | 1 676               | 1 670               | 1 822               |